# Temető-árok
A Temető-árok Győr-Moson-Sopron vármegyében ered, Csapodtól nyugatra. A patak forrásától kezdve keleti, majd északkelet-északi irányban halad, végül Vitnyédnél eléri a Kardos-eret.
A Temető-árok vízgazdálkodási szempontból a Rábca és Fertő-tó Vízgyűjtő-tervezési alegység működési területét képezi.

## Part menti települések
- Csapod
- Vitnyéd